# NHL Entry Draft 1989
L'NHL Entry Draft 1989 è stato il 27º draft della National Hockey League. Si è tenuto il 17 giugno 1989 presso il Met Center di Bloomington.
Per la seconda volta l'Entry Draft si svolse negli Stati Uniti, e per la prima volta fu lo stato del Minnesota ad ospitare l'evento presso il Met Center di Bloomington, impianto che ospitava le gare casalinghe dei Minnesota North Stars. Per la prima volta in tutti gli sport professionistici nordamericani la prima scelta assoluta fu di un giocatore proveniente dall'Europa. Solo tredici anni prima, nel 1976, vi fu il primo europeo chiamato al primo giro. Crebbe inoltre il numero di giocatori del vecchio continente destinati a diventare membri dell'All-Star Team, come Nicklas Lidström e Sergej Fëdorov. Con il mutare degli eventi nello scenario internazionale le franchigie NHL scelsero 13 giocatori provenienti dall'Unione Sovietica, nuovo record per il Draft; alcuni di essi si affermarono come Fëdorov, Pavel Bure, Vladimir Malachov e Artūrs Irbe.
I Quebec Nordiques selezionarono il centro svedese Mats Sundin dal Nacka HK, i New York Islanders invece come seconda scelta puntarono sull'ala sinistra canadese Dave Chyzowski, proveniente dai Kamloops Blazers, mentre i Toronto Maple Leafs scelsero in terza posizione il centro canadese Scott Thornton dei Belleville Bulls. Fra i 252 giocatori selezionati 156 erano attaccanti, 77 erano difensori mentre 19 erano portieri. Dei giocatori scelti 113 giocarono in NHL mentre due di loro entrarono a far parte della Hockey Hall of Fame.

## Turni
|  | = NHL All-Star |  |  | = NHL All-Star e NHL All-Star Team |  |  | = Membro della Hall of Fame |

Legenda delle posizioni

A = Attaccante   AD = Ala destra   AS = Ala sinistra   C = Centro   D = Difensore   P = Portiere

### Primo giro
| #  | Giocatore            | Nazionalità    | Squadra NHL                                       | Squadra di provenienza                          |
| -- | -------------------- | -------------- | ------------------------------------------------- | ----------------------------------------------- |
| 1  | Mats Sundin (C)      | Svezia         | Quebec Nordiques                                  | Nacka HK (Elitserien)                           |
| 2  | Dave Chyzowski (AS)  | Canada         | New York Islanders                                | Kamloops Blazers (WHL)                          |
| 3  | Scott Thornton (C)   | Canada         | Toronto Maple Leafs                               | Belleville Bulls (OHL)                          |
| 4  | Stu Barnes (C)       | Canada         | Winnipeg Jets                                     | Tri-City Americans (WHL)                        |
| 5  | Bill Guerin (AD)     | Stati Uniti    | New Jersey Devils                                 | D.ville Voltigeurs (QMJHL)                      |
| 6  | Adam Bennett (D)     | Canada         | Chicago Blackhawks                                | Sudbury Wolves (OHL)                            |
| 7  | Doug Zmolek (D)      | Stati Uniti    | Minnesota North Stars                             | Rochester Marshall High School (USHS-Minnesota) |
| 8  | Jason Herter (D)     | Canada         | Vancouver Canucks                                 | ND Fighting Hawks (WCHA)                        |
| 9  | Jason Marshall (D)   | Canada         | St. Louis Blues                                   | Vernon Vipers (BCHL)                            |
| 10 | Bobby Holik (C)      | Cecoslovacchia | Hartford Whalers                                  | Dukla Jihlava (Extraliga)                       |
| 11 | Mike Sillinger (C)   | Canada         | Detroit Red Wings                                 | Regina Pats (WHL)                               |
| 12 | Rob Pearson (AD)     | Canada         | Toronto Maple Leafs (da Philadelphia)             | Belleville Bulls (OHL)                          |
| 13 | Lindsay Vallis (AD)  | Canada         | Montreal Canadiens (da NY Rangers)                | Seattle Thunderbirds (WHL)                      |
| 14 | Kevin Haller (D)     | Canada         | Buffalo Sabres                                    | Regina Pats (WHL)                               |
| 15 | Jason Soules (D)     | Canada         | Edmonton Oilers                                   | Niagara Falls Thunder (OHL)                     |
| 16 | Jamie Heward (D)     | Canada         | Pittsburgh Penguins                               | Regina Pats (WHL)                               |
| 17 | Shayne Stevenson (C) | Canada         | Boston Bruins                                     | Kitchener Rangers (OHL)                         |
| 18 | Jason Miller (C)     | Canada         | New Jersey Devils (da Edmonton via Los Angeles)   | Medicine Hat Tigers (WHL)                       |
| 19 | Olaf Kölzig (P)      | Germania Ovest | Washington Capitals                               | Tri-City Americans (WHL)                        |
| 20 | Steven Rice (AD)     | Canada         | New York Rangers (da Montreal)                    | Kitchener Rangers (OHL)                         |
| 21 | Steve Bancroft (D)   | Canada         | Toronto Maple Leafs (da Calgary via Philadelphia) | Belleville Bulls (OHL)                          |

### Secondo giro
| #  | Giocatore             | Nazionalità | Squadra NHL                         | Squadra di provenienza                           |
| -- | --------------------- | ----------- | ----------------------------------- | ------------------------------------------------ |
| 22 | Adam Foote (D)        | Canada      | Quebec Nordiques                    | S.S. Marie Greyhounds (OHL)                      |
| 23 | Travis Green (C)      | Canada      | New York Islanders                  | Spokane Chiefs (WHL)                             |
| 24 | Kent Manderville (AS) | Canada      | Calgary Flames (da Toronto)         | Belleville Bulls (OHL)                           |
| 25 | Dan Ratushny (D)      | Canada      | Winnipeg Jets                       | Cornell Big Red (ECAC)                           |
| 26 | Jarrod Skalde (C)     | Canada      | New Jersey Devils                   | Oshawa Generals (OHL)                            |
| 27 | Mike Speer (D)        | Canada      | Chicago Blackhawks                  | Guelph Platers (OHL)                             |
| 28 | Mike Craig (AD)       | Canada      | Minnesota North Stars               | Oshawa Generals (OHL)                            |
| 29 | Rob Woodward (AS)     | Stati Uniti | Vancouver Canucks                   | Deerfield Academy (USHS-Massachusetts)           |
| 30 | Patrice Brisebois (D) | Canada      | Montreal Canadiens (da St. Louis)   | Laval Titan (QMJHL)                              |
| 31 | Rick Corriveau (D)    | Canada      | St. Louis Blues (da Hartford)       | London Knights (OHL)                             |
| 32 | Bob Boughner (D)      | Canada      | Detroit Red Wings                   | S.S. Marie Greyhounds (OHL)                      |
| 33 | Greg Johnson (C)      | Canada      | Philadelphia Flyers                 | Thunder Bay Flyers (USHL)                        |
| 34 | Patrik Juhlin (AS)    | Svezia      | Philadelphia Flyers (da NY Rangers) | Västerås (Elitserien)                            |
| 35 | Byron Dafoe (P)       | Canada      | Washington Capitals (da Buffalo)    | Portland Winterhawks (WHL)                       |
| 36 | Richard Borgo (AD)    | Canada      | Edmonton Oilers                     | Kitchener Rangers (OHL)                          |
| 37 | Paul Laus (D)         | Canada      | Pittsburgh Penguins                 | Niagara Falls Thunder (OHL)                      |
| 38 | Mike Parson (P)       | Canada      | Boston Bruins                       | Guelph Platers (OHL)                             |
| 39 | Brent Thompson (D)    | Canada      | Los Angeles Kings                   | Medicine Hat Tigers (WHL)                        |
| 40 | Jason Prosofsky (AD)  | Canada      | New York Rangers (da Washington)    | Medicine Hat Tigers (WHL)                        |
| 41 | Steve Larouche (C)    | Canada      | Montreal Canadiens                  | Trois-Rivières Draveurs (QMJHL)                  |
| 42 | Ted Drury (C)         | Stati Uniti | Calgary Flames                      | Fairfield College Prep School (USHS-Connecticut) |

### Terzo giro
| #  | Giocatore               | Nazionalità | Squadra NHL                                           | Squadra di provenienza          |
| -- | ----------------------- | ----------- | ----------------------------------------------------- | ------------------------------- |
| 43 | Stéphane Mortin (C)     | Canada      | Quebec Nordiques                                      | Chic. Saguenéens (QMJHL)        |
| 44 | Jason Zent (AS)         | Stati Uniti | New York Islanders                                    | Nichols School (USHS-New York)  |
| 45 | Rob Zamuner (AS)        | Canada      | New York Rangers (da Toronto)                         | Guelph Platers (OHL)            |
| 46 | Jason Cirone (C)        | Canada      | Winnipeg Jets (da New Jersey via Winnipeg)            | Cornwall Royals (OHL)           |
| 47 | Scott Pellerin (AS)     | Canada      | New Jersey Devils                                     | Maine Black Bears (Hockey East) |
| 48 | Bob Kellogg (D)         | Stati Uniti | Chicago Blackhawks                                    | Springfield Olympics (EJHL)     |
| 49 | Louie DeBrusk (AS)      | Canada      | New York Rangers (da Minnesota)                       | London Knights (OHL)            |
| 50 | Veli-Pekka Kautonen (D) | Finlandia   | Calgary Flames (da Vancouver)                         | HIFK (SM-liiga)                 |
| 51 | Pierre Sévigny (AS)     | Canada      | Montreal Canadiens (da St. Louis)                     | Verdun Jr. Canadiens (QMJHL)    |
| 52 | Blair Atcheynum (AD)    | Canada      | Hartford Whalers (da Hartford via St. Louis)          | Moose Jaw Warriors (WHL)        |
| 53 | Nicklas Lidström (D)    | Svezia      | Detroit Red Wings                                     | Västerås (Elitserien)           |
| 54 | John Tanner (P)         | Canada      | Quebec Nordiques (da Philadelphia)                    | Peterborough Petes (OHL)        |
| 55 | Denny Felsner (AS)      | Stati Uniti | St. Louis Blues (da NY Rangers via Winnipeg)          | Michigan Wolverines (CCHA)      |
| 56 | Scott Thomas (AD)       | Stati Uniti | Buffalo Sabres                                        | Nichols School (USHS-New York)  |
| 57 | Wes Walz (C)            | Canada      | Boston Bruins (da Edmonton)                           | Lethbridge Hurricanes (WHL)     |
| 58 | John Brill (AS)         | Stati Uniti | Pittsburgh Penguins                                   | Minnesota Gophers (WCHA)        |
| 59 | Jim Mathieson (D)       | Canada      | Washington Capitals (da Boston)                       | Regina Pats (WHL)               |
| 60 | Murray Garbutt (C)      | Canada      | Minnesota North Stars (da Los Angeles via NY Rangers) | Medicine Hat Tigers (WHL)       |
| 61 | Jason Woolley (D)       | Canada      | Washington Capitals                                   | Michigan St. Spartans (CCHA)    |
| 62 | Kris Draper (D)         | Canada      | Winnipeg Jets (da Montreal via St. Louis)             | Team Canada                     |
| 63 | Corey Lyons (AD)        | Canada      | Calgary Flames                                        | Lethbridge Hurricanes (WHL)     |

### Quarto giro
| #  | Giocatore             | Nazionalità      | Squadra NHL                                                        | Squadra di provenienza                    |
| -- | --------------------- | ---------------- | ------------------------------------------------------------------ | ----------------------------------------- |
| 64 | Mark Brownschidle (D) | Stati Uniti      | Winnipeg Jets (da Quebec)                                          | Boston U. Terriers (Hockey East)          |
| 65 | Brent Grieve (AS)     | Canada           | New York Islanders                                                 | Oshawa Generals (OHL)                     |
| 66 | Matt Martin (D)       | Stati Uniti      | Toronto Maple Leafs                                                | Avon Old Farms School (USHS-Connecticut)  |
| 67 | Jim Cummins (AD)      | Stati Uniti      | New York Rangers (da Winnipeg)                                     | Michigan St. Spartans (CCHA)              |
| 68 | Niklas Andersson (AS) | Svezia           | Quebec Nordiques (da New Jersey via Winnipeg, New Jersey e Quebec) | Västra Frölunda HC (Elitserien)           |
| 69 | Allain Roy (P)        | Canada           | Winnipeg Jets (da Chicago)                                         | Harvard Crimson (ECAC)                    |
| 70 | Robert Reichel (C)    | Cecoslovacchia   | Calgary Flames (da Minnesota)                                      | Litvínov (Extraliga)                      |
| 71 | Brett Hauer (D)       | Stati Uniti      | Vancouver Canucks                                                  | Richfield High School (USHS-Minnesota)    |
| 72 | Reid Simpson (AS)     | Canada           | Philadelphia Flyers (da St. Louis)                                 | Prince Albert Raiders (WHL)               |
| 73 | Jim McKenzie (AS)     | Canada           | Hartford Whalers                                                   | Victoria Cougars (WHL)                    |
| 74 | Sergej Fëdorov (C)    | Unione Sovietica | Detroit Red Wings                                                  | CSKA Mosca (URSS)                         |
| 75 | J. F. Quintin (AS)    | Canada           | Minnesota North Stars (da Philadelphia)                            | Shawinigan Cataractes (QMJHL)             |
| 76 | Eric Dubois (D)       | Canada           | Quebec Nordiques (da NY Rangers)                                   | Laval Titan (QMJHL)                       |
| 77 | Doug MacDonald (C)    | Canada           | Buffalo Sabres                                                     | Wisconsin Badgers (WCHA)                  |
| 78 | Josef Beránek (C)     | Cecoslovacchia   | Edmonton Oilers                                                    | Litvínov (Extraliga)                      |
| 79 | Todd Nelson (D)       | Canada           | Pittsburgh Penguins                                                | Prince Albert Raiders (WHL)               |
| 80 | Jackson Penney (AD)   | Canada           | Boston Bruins                                                      | Victoria Cougars (WHL)                    |
| 81 | Jim Maher (D)         | Stati Uniti      | Los Angeles Kings                                                  | UIC Flames (NCAA)                         |
| 82 | Trent Klatt (AD)      | Stati Uniti      | Washington Capitals                                                | Osseo Senior High School (USHS-Minnesota) |
| 83 | André Racicot (P)     | Canada           | Montreal Canadiens                                                 | Granby Bisons (QMJHL)                     |
| 84 | Ryan O'Leary (C)      | Stati Uniti      | Calgary Flames                                                     | Hermantown Senior School (USHS-Minnesota) |

### Quinto giro
| #   | Giocatore             | Nazionalità | Squadra NHL                                                 | Squadra di provenienza                             |
| --- | --------------------- | ----------- | ----------------------------------------------------------- | -------------------------------------------------- |
| 85  | Kevin Kaiser (AS)     | Canada      | Quebec Nordiques                                            | MN Duluth Bulldogs (WCHA)                          |
| 86  | Jace Reed (D)         | Stati Uniti | New York Islanders                                          | Grand Rapids High School (USHS-Michigan)           |
| 87  | Pat MacLeod (D)       | Canada      | Minnesota North Stars (da Toronto via Philadelphia)         | Kamloops Blazers (WHL)                             |
| 88  | Aaron Miller (D)      | Stati Uniti | New York Rangers (da Winnipeg)                              | Niagara Falls Canucks (GHJHL)                      |
| 89  | Mike Heinke (P)       | Stati Uniti | New Jersey Devils                                           | Avon Old Farms School (USHS-Connecticut)           |
| 90  | Steve Young (AD)      | Canada      | New York Islanders (da Chicago)                             | Moose Jaw Warriors (WHL)                           |
| 91  | Bryan Schoen (P)      | Stati Uniti | Minnesota North Stars                                       | Minnetonka High School (USHS-Minnesota)            |
| 92  | Peter White (C)       | Canada      | Edmonton Oilers (da Vancouver via Philadelphia e Vancouver) | Michigan St. Spartans (CCHA)                       |
| 93  | Daniel Laperrière (D) | Canada      | St. Louis Blues                                             | St. Lawrence Saints (ECAC)                         |
| 94  | James Black (D)       | Canada      | Hartford Whalers                                            | Portland Winterhawks (WHL)                         |
| 95  | Shawn McCosh (C)      | Canada      | Detroit Red Wings                                           | Niagara Falls Thunder (OHL)                        |
| 96  | Keith Carney (D)      | Stati Uniti | Toronto Maple Leafs (da Philadelphia)                       | Mount St. Charles Academy (USHS-Rhode Island)      |
| 97  | Rhys Hollyman (D)     | Canada      | Minnesota North Stars (da NY Rangers)                       | Miami RedHawks (CCHA)                              |
| 98  | Ken Sutton (D)        | Canada      | Buffalo Sabres                                              | Saskatoon Blades (WHL)                             |
| 99  | Keith O'Sullivan (D)  | Stati Uniti | New York Islanders (da Edmonton)                            | Catholic Memorial High School (USHS-Massachusetts) |
| 100 | Tom Nevers (C)        | Canada      | Pittsburgh Penguins                                         | Edina High School (USHS-Minnesota)                 |
| 101 | Mark Montanari (C)    | Canada      | Boston Bruins                                               | Kitchener Rangers (OHL)                            |
| 102 | Eric Richard (D)      | Canada      | Los Angeles Kings                                           | Granby Bisons (QMJHL)                              |
| 103 | Tom Newman (P)        | Stati Uniti | Los Angeles Kings (da Washington)                           | Blaine High School (USHS-Minnesota)                |
| 104 | Marc Deschamps (D)    | Canada      | Montreal Canadiens                                          | Cornell Big Red (ECAC)                             |
| 105 | Francis Kearney (AS)  | Stati Uniti | Calgary Flames                                              | Hermantown Senior School (USHS-Minnesota)          |

### Sesto giro
| #   | Giocatore            | Nazionalità      | Squadra NHL                       | Squadra di provenienza                             |
| --- | -------------------- | ---------------- | --------------------------------- | -------------------------------------------------- |
| 106 | Dan Lambert (D)      | Canada           | Quebec Nordiques                  | Swift Current Broncos (WHL)                        |
| 107 | Bill Pyle (P)        | Stati Uniti      | Buffalo Sabres (da NY Islanders)  | Northern Michigan Wildcats (CCHA)                  |
| 108 | Dave Burke (D)       | Stati Uniti      | Toronto Maple Leafs               | Cornell Big Red (ECAC)                             |
| 109 | Dan Bylsma (AD)      | Stati Uniti      | Winnipeg Jets                     | Bowling Green Falcons (CCHA)                       |
| 110 | David Emma (AD)      | Stati Uniti      | New Jersey Devils                 | Boston College Eagles (Hockey East)                |
| 111 | Tommi Pullola (AS)   | Canada           | Chicago Blackhawks                | Vaasan Sport (SM-liiga)                            |
| 112 | Scott Cashman (P)    | Canada           | Minnesota North Stars             | Kanata Valley Lasers (COJHL)                       |
| 113 | Pavel Bure (AD)      | Unione Sovietica | Vancouver Canucks                 | CSKA Mosca (URSS)                                  |
| 114 | David Roberts (AS)   | Stati Uniti      | St. Louis Blues                   | Avon Old Farms School (USHS-Connecticut)           |
| 115 | Jerome Bechard (AS)  | Canada           | Hartford Whalers                  | Moose Jaw Warriors (WHL)                           |
| 116 | Dallas Drake (AD)    | Canada           | Detroit Red Wings                 | Northern Michigan Wildcats (CCHA)                  |
| 117 | Niklas Eriksson (AD) | Svezia           | Philadelphia Flyers               | Leksand (Elitserien)                               |
| 118 | Joby Messier (D)     | Canada           | New York Rangers                  | Michigan St. Spartans (CCHA)                       |
| 119 | Mike Barkley (C)     | Canada           | Buffalo Sabres                    | Maine Black Bears (Hockey East)                    |
| 120 | Anatolij Semënov (C) | Unione Sovietica | Edmonton Oilers                   | Dinamo Mosca (URSS)                                |
| 121 | Mike Markovich (D)   | Stati Uniti      | Pittsburgh Penguins               | Denver Pioneers (WCHA)                             |
| 122 | Steven Foster (D)    | Stati Uniti      | Boston Bruins                     | Catholic Memorial High School (USHS-Massachusetts) |
| 123 | Daniel Rydmark (C)   | Svezia           | Los Angeles Kings                 | Färjestad (Elitserien)                             |
| 124 | Derek Frenette (AS)  | Stati Uniti      | St. Louis Blues (da Washington)   | Ferris State Bulldogs (CCHA)                       |
| 125 | Mike Doer (AD)       | Stati Uniti      | Toronto Maple Leafs (da Montreal) | Northwood School (USHS-New York)                   |
| 126 | Mike Needham (AD)    | Canada           | Pittsburgh Penguins (da Calgary)  | Kamloops Blazers (WHL)                             |

### Settimo giro
| #   | Giocatore            | Nazionalità      | Squadra NHL                       | Squadra di provenienza                   |
| --- | -------------------- | ---------------- | --------------------------------- | ---------------------------------------- |
| 127 | Sergej Myl'nikov (P) | Unione Sovietica | Quebec Nordiques                  | Traktor Čeljabinsk (URSS)                |
| 128 | Jon Larson (D)       | Stati Uniti      | New York Islanders                | Roseau High School (USHS-Minnesota)      |
| 129 | Keith Merkler (AS)   | Stati Uniti      | Toronto Maple Leafs               | Portledge High School (USHS-New York)    |
| 130 | Pekka Peltola (AD)   | Finlandia        | Winnipeg Jets                     | HPK (SM-liiga)                           |
| 131 | Doug Evans (D)       | Stati Uniti      | Winnipeg Jets (da New Jersey)     | Michigan Wolverines (CCHA)               |
| 132 | Tracy Egeland (AD)   | Canada           | Chicago Blackhawks                | Prince Albert Raiders (WHL)              |
| 133 | Brett Harkins (AS)   | Stati Uniti      | New York Islanders (da Minnesota) | Compuware Ambassadors (NAHL)             |
| 134 | Jim Revenberg (AD)   | Canada           | Vancouver Canucks                 | Windsor Spitfires (OHL)                  |
| 135 | Jeff Batters (D)     | Canada           | St. Louis Blues                   | Alaska A. Seawolves (WCHA)               |
| 136 | Scott Daniels (AS)   | Canada           | Hartford Whalers                  | Regina Pats (WHL)                        |
| 137 | Scott Zygulski (D)   | Stati Uniti      | Detroit Red Wings                 | Culver Military Academy (USHS-Indiana)   |
| 138 | Jack Callahan (C)    | Stati Uniti      | Philadelphia Flyers               | Belmont Hill School (USHS-Minnesota)     |
| 139 | Greg Leahy (C)       | Stati Uniti      | New York Rangers                  | Portland Winterhawks (WHL)               |
| 140 | Davis Payne (AD)     | Canada           | Edmonton Oilers (da Buffalo)      | Michigan Tech Huskies (WCHA)             |
| 141 | Sergej Jašin (AS)    | Unione Sovietica | Edmonton Oilers                   | Pardaugava Riga (URSS)                   |
| 142 | Pat Schafhauser (D)  | Stati Uniti      | Pittsburgh Penguins               | Hill-Murray High School (USHS-Minnesota) |
| 143 | Oto Haščák (C)       | Cecoslovacchia   | Boston Bruins                     | Dukla Trenčín (Extraliga)                |
| 144 | Chris Balthis (AD)   | Stati Uniti      | Los Angeles Kings                 | Ohio State Buckeyes (CCHA)               |
| 145 | Dave Lorentz (AS)    | Canada           | Washington Capitals               | Peterborough Petes (OHL)                 |
| 146 | Craig Ferguson (C)   | Stati Uniti      | Montreal Canadiens                | Yale Bulldogs (ECAC)                     |
| 147 | Alex Nikolic (AS)    | Canada           | Calgary Flames                    | Cornell Big Red (ECAC)                   |

### Ottavo giro
| #   | Giocatore            | Nazionalità      | Squadra NHL           | Squadra di provenienza                           |
| --- | -------------------- | ---------------- | --------------------- | ------------------------------------------------ |
| 148 | Paul Krake (P)       | Canada           | Quebec Nordiques      | Alaska A. Seawolves (WCHA)                       |
| 149 | Phil Huber (C)       | Canada           | New York Islanders    | Kamloops Blazers (WHL)                           |
| 150 | Derek Langille (D)   | Canada           | Toronto Maple Leafs   | North Bay Centennials (OHL)                      |
| 151 | Jim Solly (AS)       | Canada           | Winnipeg Jets         | Bowling Green Falcons (CCHA)                     |
| 152 | Sergej Starikov (D)  | Unione Sovietica | New Jersey Devils     | CSKA Mosca (URSS)                                |
| 153 | Milan Tichý (D)      | Cecoslovacchia   | Chicago Blackhawks    | Prince Albert Raiders (WHL)                      |
| 154 | Jon Pratt (AS)       | Stati Uniti      | Minnesota North Stars | Pingree High School (USHS-Massachusetts)         |
| 155 | Rob Sangster (AS)    | Canada           | Vancouver Canucks     | Kitchener Rangers (OHL)                          |
| 156 | Kevin Plager (AD)    | Stati Uniti      | St. Louis Blues       | Parkway North High School (USHS-Missouri)        |
| 157 | Raymond Saumier (AD) | Canada           | Hartford Whalers      | Trois-Rivières Draveurs (QMJHL)                  |
| 158 | Andy Suhy (D)        | Stati Uniti      | Detroit Red Wings     | W. Michigan Broncos (CCHA)                       |
| 159 | Sverre Sears (D)     | Stati Uniti      | Philadelphia Flyers   | Princeton Tigers (ECAC)                          |
| 160 | Greg Spenrath (D)    | Canada           | New York Rangers      | Tri-City Americans (WHL)                         |
| 161 | Derek Plante (C)     | Stati Uniti      | Buffalo Sabres        | Cloquet High School (USHS-Minnesota)             |
| 162 | Darcy Martini (D)    | Canada           | Edmonton Oilers       | Michigan Tech Huskies (WCHA)                     |
| 163 | David Shute (AS)     | Stati Uniti      | Pittsburgh Penguins   | Victoria Cougars (WHL)                           |
| 164 | Rick Allain (D)      | Canada           | Boston Bruins         | Kitchener Rangers (OHL)                          |
| 165 | Sean Whyte (AD)      | Canada           | Los Angeles Kings     | Guelph Platers (OHL)                             |
| 166 | Dean Holoien (AD)    | Canada           | Washington Capitals   | Saskatoon Blades (WHL)                           |
| 167 | Patrick Lebeau (AS)  | Canada           | Montreal Canadiens    | Saint-Jean Castors (QMJHL)                       |
| 168 | Kevin Wortman (D)    | Stati Uniti      | Calgary Flames        | American International College (Atlantic Hockey) |

### Nono giro
| #   | Giocatore                | Nazionalità      | Squadra NHL                    | Squadra di provenienza                      |
| --- | ------------------------ | ---------------- | ------------------------------ | ------------------------------------------- |
| 169 | Vjačeslav Bykov (C)      | Unione Sovietica | Quebec Nordiques               | CSKA Mosca (URSS)                           |
| 170 | Matthew Robbins (C)      | Stati Uniti      | New York Islanders             | New Hampton School (USHS-New Hampshire)     |
| 171 | Jeffrey St. Laurent (AD) | Stati Uniti      | Toronto Maple Leafs            | Berwick Academy (USHS-Maine)                |
| 172 | Stephane Gauvin (AS)     | Canada           | Winnipeg Jets                  | Cornell Big Red (ECAC)                      |
| 173 | André Faust (C)          | Canada           | New Jersey Devils              | Princeton Tigers (ECAC)                     |
| 174 | Jason Greyerbiehl (AS)   | Canada           | Chicago Blackhawks             | Colgate Raiders (ECAC)                      |
| 175 | Kenneth Blum (C)         | Stati Uniti      | Minnesota North Stars          | St. Joseph High School (USHS-Massachusetts) |
| 176 | Sandy Moger (C)          | Canada           | Vancouver Canucks              | Lake Superior S. Lakers (CCHA)              |
| 177 | John Roderick (D)        | Stati Uniti      | St. Louis Blues                | Rindge & Latin Academy (USHS-Massachusetts) |
| 178 | Michel Picard (AS)       | Canada           | Hartford Whalers               | Trois-Rivières Draveurs (QMJHL)             |
| 179 | Bob Jones (AS)           | Canada           | Detroit Red Wings              | S.S. Marie Greyhounds (OHL)                 |
| 180 | Glen Wisser (AD)         | Stati Uniti      | Philadelphia Flyers            | Philadelphia Jr. Flyers (MetJHL)            |
| 181 | Mark Bavis (C)           | Stati Uniti      | New York Rangers               | Cushing Academy (USHS-Massachusetts)        |
| 182 | Jim Giacin (C)           | Stati Uniti      | Los Angeles Kings (da Buffalo) | Culver Military Academy (USHS-Indiana)      |
| 183 | Donald Audette (AD)      | Canada           | Buffalo Sabres (da Edmonton)   | Laval Titan (QMJHL)                         |
| 184 | Andrew Wolf (D)          | Canada           | Pittsburgh Penguins            | Victoria Cougars (WHL)                      |
| 185 | James Lavish (AD)        | Stati Uniti      | Boston Bruins                  | Deerfield Academy (USHS-Massachusetts)      |
| 186 | Martin Maskarinec (D)    | Cecoslovacchia   | Los Angeles Kings              | Sparta Praga (Extraliga)                    |
| 187 | Victor Gervais (C)       | Canada           | Washington Capitals            | Seattle Thunderbirds (WHL)                  |
| 188 | Roy Mitchell (D)         | Canada           | Montreal Canadiens             | Portland Winterhawks (WHL)                  |
| 189 | Sergej Gomoljako (C)     | Unione Sovietica | Calgary Flames                 | Traktor Čeljabinsk (URSS)                   |

### Decimo giro
| #   | Giocatore             | Nazionalità      | Squadra NHL                     | Squadra di provenienza                   |
| --- | --------------------- | ---------------- | ------------------------------- | ---------------------------------------- |
| 190 | Andrej Chomutov (AD)  | Unione Sovietica | Quebec Nordiques                | CSKA Mosca (URSS)                        |
| 191 | Vladimir Malachov (D) | Unione Sovietica | New York Islanders              | CSKA Mosca (URSS)                        |
| 192 | Justin Tomberlin (C)  | Stati Uniti      | Toronto Maple Leafs             | Greenway High School (USHS-Minnesota)    |
| 193 | Joe Larson (C)        | Stati Uniti      | Winnipeg Jets                   | Minnetonka High School (USHS-Minnesota)  |
| 194 | Mark Astley (D)       | Canada           | Buffalo Sabres (da New Jersey)  | Lake Superior S. Lakers (CCHA)           |
| 195 | Matt Saunders (AS)    | Canada           | Chicago Blackhawks              | Northeastern U. Huskies (Hockey East)    |
| 196 | Artūrs Irbe (P)       | Unione Sovietica | Minnesota North Stars           | Pardaugava Riga (URSS)                   |
| 197 | Gus Morschauser (P)   | Canada           | Vancouver Canucks               | Kitchener Rangers (OHL)                  |
| 198 | John Valo (D)         | Stati Uniti      | St. Louis Blues                 | Compuware Ambassadors (NAHL)             |
| 199 | Trevor Buchanan (AS)  | Canada           | Hartford Whalers                | Kamloops Blazers (WHL)                   |
| 200 | Greg Bignell (D)      | Canada           | Detroit Red Wings               | Belleville Bulls (OHL)                   |
| 201 | Al Kummu (D)          | Canada           | Philadelphia Flyers             | Humboldt Broncos (SJHL)                  |
| 202 | Roman Oksjuta (AD)    | Unione Sovietica | New York Rangers                | Chimik Voskresensk (URSS)                |
| 203 | John Nelson (C)       | Canada           | Buffalo Sabres                  | Toronto Marlboros (OHL)                  |
| 204 | Rick Judson (AS)      | Stati Uniti      | Detroit Red Wings (da Edmonton) | UIC Flames (NCAA)                        |
| 205 | Greg Hagen (AD)       | Stati Uniti      | Pittsburgh Penguins             | Hill-Murray High School (USHS-Minnesota) |
| 206 | Geoff Simpson (D)     | Canada           | Boston Bruins                   | Estevan Bruins (SJHL)                    |
| 207 | Jim Hiller (AD)       | Canada           | Los Angeles Kings               | Melville Millionaires (SJHL)             |
| 208 | Jiří Vykoukal (D)     | Cecoslovacchia   | Washington Capitals             | Olomouc (Extraliga)                      |
| 209 | Ed Henrich (D)        | Stati Uniti      | Montreal Canadiens              | Nichols School (USHS-New York)           |
| 210 | Dan Sawyer (D)        | Stati Uniti      | Calgary Flames                  | Ramapo High School (USHS-New Jersey)     |

### Undicesimo giro
| #   | Giocatore                 | Nazionalità      | Squadra NHL           | Squadra di provenienza               |
| --- | ------------------------- | ---------------- | --------------------- | ------------------------------------ |
| 211 | Byron Witkowski (AS)      | Canada           | Quebec Nordiques      | Nipawin Hawks (SJHL)                 |
| 212 | Kelly Ens (C)             | Canada           | New York Islanders    | Lethbridge Hurricanes (WHL)          |
| 213 | Mike Jackson (AD)         | Canada           | Toronto Maple Leafs   | Toronto Marlboros (OHL)              |
| 214 | Bradley Podiak (AS)       | Stati Uniti      | Winnipeg Jets         | Wayzata High School (USHS-Minnesota) |
| 215 | Jason Simon (AS)          | Canada           | New Jersey Devils     | Windsor Spitfires (OHL)              |
| 216 | Mike Kozak (AD)           | Canada           | Chicago Blackhawks    | Clarkson Golden Knights (ECAC)       |
| 217 | Tom Pederson (D)          | Stati Uniti      | Minnesota North Stars | Minnesota Gophers (WCHA)             |
| 218 | Hayden O'Rear (D)         | Stati Uniti      | Vancouver Canucks     | Lathrop High School (USHS-Arkansas)  |
| 219 | Brian Lukowski (P)        | Stati Uniti      | St. Louis Blues       | Niagara Falls Canucks (GHJHL)        |
| 220 | John Battice (D)          | Canada           | Hartford Whalers      | London Knights (OHL)                 |
| 221 | Vladimir Konstantinov (D) | Unione Sovietica | Detroit Red Wings     | CSKA Mosca (URSS)                    |
| 222 | Matt Brait (D)            | Canada           | Philadelphia Flyers   | St. Michael's Buzzers (MetJHL)       |
| 223 | Steve Locke (AS)          | Canada           | New York Rangers      | Niagara Falls Thunder (OHL)          |
| 224 | Todd Henderson (P)        | Canada           | Buffalo Sabres        | Thunder Bay Flyers (USHL)            |
| 225 | Roman Bozek (AD)          | Cecoslovacchia   | Edmonton Oilers       | České Budějovice (Extraliga)         |
| 226 | Scott Farrell (D)         | Canada           | Pittsburgh Penguins   | Spokane Chiefs (WHL)                 |
| 227 | David Franzosa (AS)       | Stati Uniti      | Boston Bruins         | Boston College Eagles (Hockey East)  |
| 228 | Steve Jaques (D)          | Canada           | Los Angeles Kings     | Tri-City Americans (WHL)             |
| 229 | Andrej Sidorov (AS)       | Unione Sovietica | Washington Capitals   | Dinamo Mosca (URSS)                  |
| 230 | Justin Duberman (AD)      | Stati Uniti      | Montreal Canadiens    | ND Fighting Hawks (WCHA)             |
| 231 | Aleksandr Judin (D)       | Unione Sovietica | Calgary Flames        | Dinamo Mosca (URSS)                  |

### Dodicesimo giro
| #   | Giocatore             | Nazionalità      | Squadra NHL                     | Squadra di provenienza                             |
| --- | --------------------- | ---------------- | ------------------------------- | -------------------------------------------------- |
| 232 | Noel Rahn (C)         | Stati Uniti      | Quebec Nordiques                | Edina High School (USHS-Minnesota)                 |
| 233 | Iain Fraser (C)       | Canada           | New York Islanders              | Oshawa Generals (OHL)                              |
| 234 | Steve Chartrand (AS)  | Canada           | Toronto Maple Leafs             | D.ville Voltigeurs (QMJHL)                         |
| 235 | Evgenij Davydov (AS)  | Unione Sovietica | Winnipeg Jets                   | CSKA Mosca (URSS)                                  |
| 236 | Peter Larsson (C)     | Canada           | New Jersey Devils               | Södertälje SK (Elitserien)                         |
| 237 | Michael Doneghey (P)  | Stati Uniti      | Chicago Blackhawks              | Catholic Memorial High School (USHS-Massachusetts) |
| 238 | Helmut Balderis (AD)  | Unione Sovietica | Minnesota North Stars           | Pardaugava Riga (URSS)                             |
| 239 | Darcy Cahill (C)      | Canada           | Vancouver Canucks               | Cornwall Royals (OHL)                              |
| 240 | Sergej Charin (AS)    | Unione Sovietica | Winnipeg Jets (da St. Louis)    | Kryl'ja Sovetov (URSS)                             |
| 241 | Peter Kasowski (C)    | Canada           | Hartford Whalers                | Swift Current Broncos (WHL)                        |
| 242 | Joseph Frederick (AD) | Stati Uniti      | Detroit Red Wings               | Wisconsin Capitols (USHL)                          |
| 243 | James Pollio (AS)     | Stati Uniti      | Philadelphia Flyers             | Vermont Academy (USHS-Vermont)                     |
| 244 | Ken MacDermid (AS)    | Canada           | New York Rangers                | Hull Olympiques (QMJHL)                            |
| 245 | Michael Bavis (AD)    | Canada           | Buffalo Sabres                  | Cushing Academy (USHS-Massachusetts)               |
| 246 | Jason Glickman (P)    | Stati Uniti      | Detroit Red Wings (da Edmonton) | Hull Olympiques (QMJHL)                            |
| 247 | Jason Smart (C)       | Canada           | Pittsburgh Penguins             | Saskatoon Blades (WHL)                             |
| 248 | Jan Bergman (D)       | Svezia           | Vancouver Canucks (da Boston)   | Södertälje SK (Elitserien)                         |
| 249 | Kevin Sneddon (D)     | Canada           | Los Angeles Kings               | Harvard Crimson (ECAC)                             |
| 250 | Ken House (C)         | Canada           | Washington Capitals             | Miami RedHawks (CCHA)                              |
| 251 | Steve Cadieux (C)     | Canada           | Montreal Canadiens              | Shawinigan Cataractes (QMJHL)                      |
| 252 | Kenneth Kennholt (D)  | Svezia           | Calgary Flames                  | Djurgården (Elitserien)                            |

## Selezioni classificate per nazionalità
| Pos. | Paese            | Selezioni |
|      | Nord America     | 212       |
| ---- | ---------------- | --------- |
| 1    | Canada           | 135       |
| 2    | Stati Uniti      | 77        |
|      | Europa           | 40        |
| 3    | Unione Sovietica | 18        |
| 4    | Cecoslovacchia   | 9         |
| 4    | Svezia           | 9         |
| 6    | Finlandia        | 3         |
| 7    | Germania Ovest   | 1         |